# 提摩西·歐蒙德森
提摩西·歐蒙德森（英語：Timothy Michael Omundson，1969年7月29日—）是美國的一位演員。他最著名的作品是在CBS電視劇女法官艾米中飾演Sean Potter角色。